# 高倉永範
高倉 永範 （たかくら ながのり）は、江戸時代中期の公卿。参議・高倉永秀の子。官位は正三位・参議。高倉家17代。戒名は体量院性誉博質得忍。

## 官歴
『公卿補任』による
- 宝暦5年（1755年） 10月24日：叙爵（従五位下）
- 宝暦10年（1760年） 11月24日：元服昇殿、従五位上、侍従
- 宝暦13年（1763年） 2月13日：正五位下。12月19日：右兵衛権佐
- 明和3年（1766年） 正月5日：従四位下
- 明和6年（1769年） 正月9日：従四位上。正月22日：左衛門佐
- 明和9年（1772年） 正月9日：正四位下
- 安永4年（1775年） 正月5日：従三位、非参議
- 安永6年（1777年） 6月16日：正三位
- 安永7年（1778年） 12月22日：大宰大弐
- 天明7年（1787年） 8月28日：刑部卿
- 寛政元年（1789年） 5月22日：参議
- 寛政8年（1796年） 4月18日：辞参議
- 文化2年（1805年） 8月4日：薨去（享年53）

## 系譜
『系図纂要』による
- 父：高倉永秀
- 母：西洞院範篤の娘
- 妻：冷泉為村の娘
  - 男子：高倉永雅（1784-1855） - 永彰の養子
- 生母不明の子女
  - 男子：高倉永彰（1774-1788）